# Canadian Championship 2018
Die Canadian Championship 2018 war ein Fußballturnier, welches von der Canadian Soccer Association organisiert wird. Die Austragung fand von Juni bis August 2018 statt. Der Sieger, Toronto FC, qualifizierte sich hierüber für die CONCACAF Champions League 2019.
Das Teilnehmerfeld bestand aus den am professionellen Spielbetrieb in Nordamerika teilnehmenden kanadischen Vereinen Toronto FC, Vancouver Whitecaps und Montreal Impact aus der Major League Soccer, sowie Ottawa Fury aus United Soccer League. Zusätzlich wurden die beiden Mannschaften Oakville Blue Devils und AS Blainville aus den kanadischen Ligen League1 Ontario (L1O) und Première Ligue de soccer du Québec (PLSQ).
Das Turnier wird im K.-o.-Modus mit zwei Qualifikationsrunden und anschließendem Halbfinale und Finale ausgetragen.

## 1. Qualifikationsrunde
| 6. Juni 2018 19:30 (EDT) | AS Blainville        | 2:1     | Oakville Blue Devils | Centre Sportif Bois-de-Boulogne, Laval, Québec |
| 6. Juni 2018 19:30 (EDT) | Syla 26′, Mayard 90′ | Bericht | Novak 40′            | Centre Sportif Bois-de-Boulogne, Laval, Québec |

| 13. Juni 2018 19:30 (EDT) | Oakville Blue Devils | 0:1     | AS Blainville | Ontario Soccer Centre, Vaughan, Ontario |
| 13. Juni 2018 19:30 (EDT) |                      | Bericht | Abzi 45′      | Ontario Soccer Centre, Vaughan, Ontario |

## 2. Qualifikationsrunde
| 20. Juni 2018 19:30 (EDT) | AS Blainville | 0:1     | Ottawa Fury | Centre Sportif Bois-de-Boulogne, Laval, Québec Schiedsrichter: Alan Ruch |
| 20. Juni 2018 19:30 (EDT) |               | Bericht | Taylor 1′   | Centre Sportif Bois-de-Boulogne, Laval, Québec Schiedsrichter: Alan Ruch |

| 27. Juni 2018 19:30 (EDT) | Ottawa Fury | 1:0     | AS Blainville | TD Place Stadium, Ottawa Zuschauer: 3.915 Schiedsrichter: Juan Marquez |
| 27. Juni 2018 19:30 (EDT) | Haworth 21′ | Bericht |               | TD Place Stadium, Ottawa Zuschauer: 3.915 Schiedsrichter: Juan Marquez |